# Ernesto Marsaglia
Ernesto Marsaglia (Torino, 19 febbraio 1853 – Sanremo, 5 gennaio 1924) è stato un ingegnere e politico italiano.

## Biografia
Secondogenito di tre fratelli, tutti ingegneri, che hanno progettato e diretto i lavori della Ferrovia Genova-Ventimiglia, durante la prima guerra mondiale progetta e fa costruire da prigionieri di guerra austriaci la strada da Sanremo alla frazione di San Romolo, che oggi porta il suo nome. Filantropo e benefattore, è stato dirigente della Congregazione di Carità ed è stato presidente delle Opere Pie sanremesi. Il suo nome è ricordato in particolare per la costruzione dell'acquedotto di Sanremo. I suoi figli, Vincenzo e Roberto, sono i fondatori della Società Trasporti Elettrici Sanremo Litorale (STEL)
Quella dei Marsaglia è stata una delle famiglie più importanti di Sanremo. La residenza principale, detta "Castello Marsaglia", dopo la demolizione dell'edificio  (decaduto e ridotto in rovina), è oggi il parco pubblico per antonomasia della città.